# ألفونسو الثاني ملك نابولي
ألفونسو الثاني من نابولي (4 نوفمبر 1448 - 18 ديسمبر 1495) يدعى أيضًا ألفونسو الثاني من أراغون، كان ملك نابولي من 25 يناير 1494 وحتى 22 فبراير 1495 باسم ملك نابولي والقدس. بوصفه دوق كالابريا كان راعيا لشعراء ومعماريي عصر النهضة وبناة خلال فترة توليه منصب وريث عرش نابولي.